# (8970) Islandica
(8970) Islandica (1355 T-2) – planetoida z pasa głównego asteroid okrążająca Słońce w ciągu 5,43 lat w średniej odległości 3,09 au. Odkryta 29 września 1973 roku.